# Cappella di San Giovanni Battista (Roma)
La cappella di San Giovanni Battista è una chiesa di Roma, situata all'interno del Castello della Magliana, in via Luigi Ercole Morselli, 13, in zona Magliana Vecchia.

## Storia
La proprietà è già ricordata come possedimento del monastero di Santa Cecilia in Trastevere nell'XI secolo; a essa era annesso un oratorio dedicato al Battista, che risaliva al Medioevo. Prime opere di rifacimento della cappella sono documentate alla fine del XV secolo; fu il cardinale Francesco Alidosi, all'inizio del XVI secolo, a far ristrutturare completamente l'oratorio e ad abbellirlo con affreschi e tele. Dal 1957 la villa e la cappella annessa sono di proprietà del Sovrano militare ordine di Malta.
La villa e la cappella furono rifatte su progetti dapprima di Giuliano da Sangallo e poi del Bramante; e a dipingere la cappella fu chiamato dapprima Michelangelo, che però non eseguì alcun lavoro, e poi Raffaello, che su incarico di papa Leone X eseguì i disegni di alcune opere, realizzate poi dai discepoli. 

## Opere d'arte
Tra i dipinti si ricordano:
- Martirio di Santa Cecilia
- Visitazione, conservate in altri musei.

### Eterno benedicente fra angeli
'Eterno benedicente fra angeli, conservato al museo del Louvre è conosciuto come Le Père Eternel Bénissant o Fresque de la Magliana; questa opera si trovava sulla curva dell'abside dalla forma di un quarto si sfera (283x140); al centro del dipinto l'immagine di Dio Padre benedicente nell'alto della volta celeste sopra le nuvole; questi volge lo sguardo sulla terra verso l'umanità come segno di alleanza con i suo popolo. L'immagine è sovrastata da un arco dorato dove sono posti sette putti alati posti a formare una mandorla; due angeli offerenti concludono il dipinto. L'affresco, che doveva essere eseguito dal Buonarroti fu realizzato da allievi del Raffaello Sanzio. Purtroppo nell'Ottocento le monache, trovandosi in grave situazione economica, impegnarono il dipinto al Monte di Pietà al prezzo di 5000 franchi, che lo rivendette per 207.500 franchi nel 1873 allo stato francese. Il prezzo fu certo occasione di malumori sia da parte delle monache che dello stato francese.

### Annunciazione
Il dipinto fu eseguito da Giovanni Battista Caporali tra il 1517 e il 1520 come indicato dalla storica Fausta Gualdi-Sabatini. La scena è divisa in due parti da una finestra rinascimentale che si apre su di un paesaggio umbro. L'angelo annunciante, posto a sinistra, si volge alla Vergine che è sul lato destro del dipinto, ed è piena di timore e di stupore, ma che viene rassicurata con l'annuncio che anche Elisabetta, sua cugina, è gravida e partorirà il Battista.